# Justicia ecológica
La justicia ecológica se entiende como un reclamo social, cuyo objetivo es que se reconozca y asuma la responsabilidad del ser humano en relación con la crisis ecológica, y lograr que se tomen acciones. Dentro de esta, se incluyen los derechos a la biosfera, lo cual se refiere al derecho de cada persona a un medio ambiente sano para su desarrollo y bienestar. Esta debe desarrollarse sin ser interrumpida, al igual que respetada.

## Definición
La justicia ecológica suele ser entendida como justicia ambiental, pero ambos son conceptos diferentes. Por un lado, la ecología es la ciencia que estudia los seres vivos como habitantes de un medio, y las relaciones que mantienen entre sí y con el propio medio.[cita requerida] Por otro lado, el concepto medioambiente hace referencia a la racionalidad instrumental, esto es, a la idea utilitarista de la naturaleza como recurso a disposición del ser humano.[cita requerida] Adicionalmente, el término «ambiente» se refiere a la otredad exterior que rodea a lo humano, al entorno.
Reconoce que todas las personas tenemos derecho a respirar aire puro, beber agua limpia, participar libremente en las decisiones que influyen en nuestro medioambiente, vivir sin niveles peligrosos de contaminantes tóxicos, recibir el mismo grado de protección de las políticas ambientales y percibir los beneficios de una economía próspera y dinámica, libre de contaminación. 

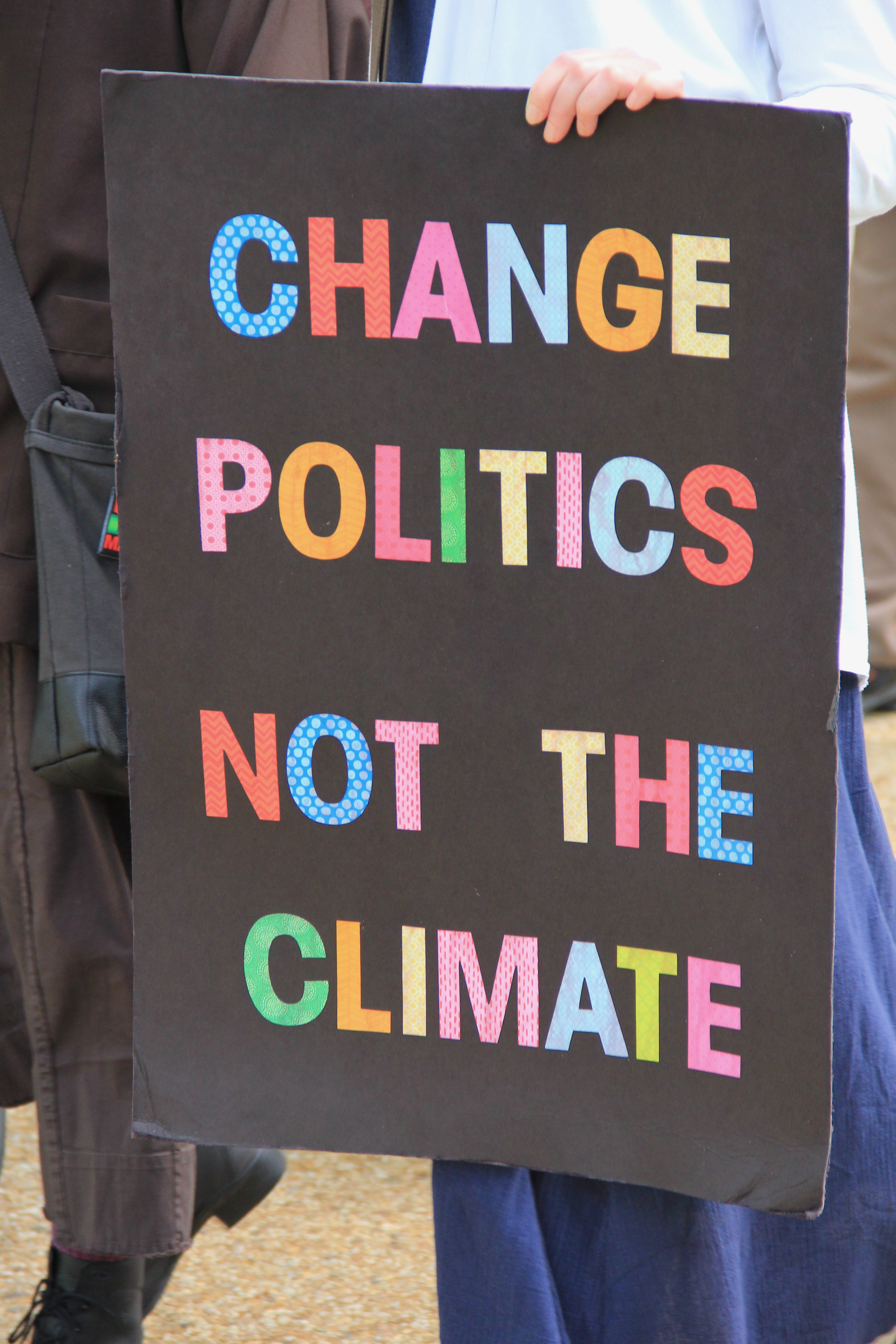
Marcha del cambio climático

De un lado, la justicia ecológica se concibe como un movimiento social que busca el reconocimiento y la aceptación de la responsabilidad humana frente a la crisis ecológica actual. Este concepto aboga por la necesidad de adoptar acciones concretas para mitigar los efectos del deterioro ambiental y promover un equilibrio sostenible entre el ser humano y la naturaleza. También incluye la defensa de los derechos a la biosfera, entendidos como el derecho inherente de cada individuo a disfrutar de un medio ambiente sano, propicio para su desarrollo integral y bienestar. Por otro lado, la justicia ambiental se enfoca en la relación entre los seres humanos y su entorno, centrándose principalmente en cómo el deterioro del ambiente puede impactar negativamente la vida humana. Este enfoque destaca la importancia de un medio ambiente saludable para el bienestar y el desarrollo de las personas, reconociendo que las condiciones ambientales adversas pueden tener consecuencias directas en la salud y la calidad de vida de las comunidades.
Mientras que la justicia ambiental se centra en las implicaciones del daño ambiental para la humanidad, la justicia ecológica amplía esta perspectiva al abordar la responsabilidad colectiva y la necesidad de acciones proactivas para salvaguardar el entorno natural.

## Historia

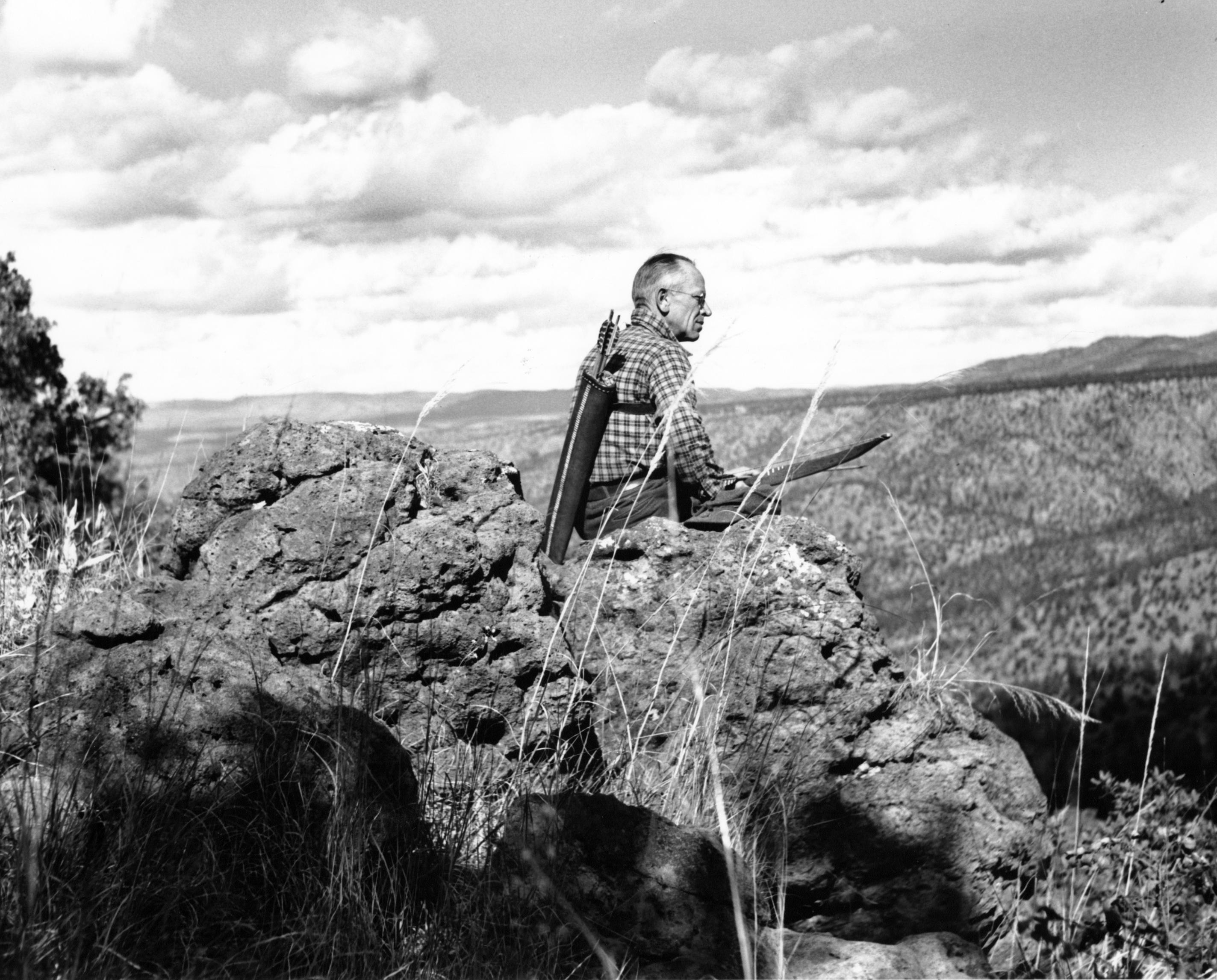
Aldo Leopold

El origen del concepto justicia ecológica puede rastrearse a mediados del siglo XX, a partir del surgimiento de corrientes filosóficas como la ética ambiental y el auge del movimiento ecologista. Entre los principales exponentes encontramos a Aldo Leopold, quien en su obra A Sand County Almanac introdujo la “ética de la tierra”. Además también podemos referirnos a Arne Næss como el autor que introdujo el concepto de justicia ecológica, ya que el propuso el concepto de “igualitarismo biosférico” como parte de su filosofía de la Ecología Profunda. Este concepto reconoce el derecho de todos los seres a florecer y subraya el valor intrínseco de todas las formas de vida. Ambos autores sentaron las bases filosóficas para considerar una ética que abracara todos los ecosistemas.
Alrededor de la década de 1970, surgen las primeras organizaciones ambientalistas globales como Greenpeace en 1971, y Friends on Earth en 1969. Estas organizaciones ayudaron a crear una conciencia global sobre problemas ambientales al incorporar discursos cada vez más cercanos a una justicia ecológica.
Algunos precedentes relevantes, que le han otorgado un reconocimiento legal a los principios de la justicia ecológica incluyen: la aprobación de una nueva constitución en Ecuador en 2008, que reconoce a la naturaleza como sujeto de derechos en el artículo 71, estableciendo su derecho a que se respeten sus ciclos vitales, estructura y procesos evolutivos, y a la restauración de los ecosistemas afectados.

## Campos y áreas temáticas
La justicia ecológica incorpora perspectivas biocéntricas y ecocéntricas que reconocen a la naturaleza como sujeto de derechos. Este paradigma se distingue de la justicia ambiental al no centrarse únicamente en los impactos sobre los seres humanos, sino en la protección intrínseca de los ecosistemas y las especies no humanas. Entre los principales campos y áreas temáticas de la justicia ecológica se encuentran:
- Cambio climático y justicia climática: se enfoca en cómo los efectos del cambio climático afectan de forma desigual a comunidades vulnerables. También promueve la equidad en las políticas ambientales y de mitigación.
- Racismo ambiental: analiza cómo las comunidades pobres, indígenas y racializadas suelen ser las más afectadas por la contaminación y la degradación ambiental.

- La justicia intergeneracional: que busca garantizar que las generaciones futuras puedan disfrutar de un medio ambiente sano y equilibrado, promoviendo políticas sostenibles a largo plazo.[4]

La importancia de la justicia ecológica se centra en que, al proteger los derechos del entorno natural, este podría satisfacer y sustentar las necesidades humanas de manera armoniosa y estable. De igual manera, la "Tragedia de los bienes comunales" surge de una carencia de justicia ecológica y esta se define como una sobreexplotación de los recursos debido a una mala distribución y uso de estos, especialmente por ciertas compañías y sectores. Además, los recursos naturales son percibidos como gratuitos y accesibles para los humanos, llevando a un abuso del medio y sus recursos. Como resultado, surge la justicia ecológica como una forma de denunciar y visualizar el abuso de poder que ejercen los humanos sobre ello, de manera que el ambiente es reconocido como una persona jurídica que exige que sus derechos sean respectados.